# Cyperus papyrus
Papirusul (Cyperus papyrus) este o plantă erbacee acvatică cu tulpina formată din foițe membranoase, care crește mai ales în Delta Nilului și în Africa Centrală, prelucrată special în trecut pentru a se putea scrie pe ea. A fost folosită în antichitate în loc de hârtie.

## Galerie de imagini

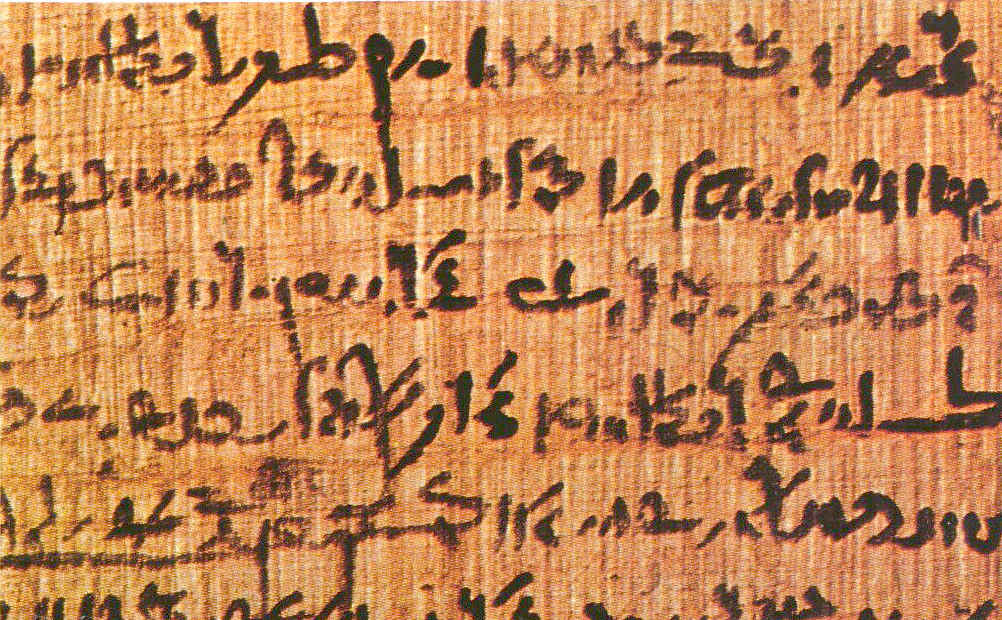
Text scris pe papirus
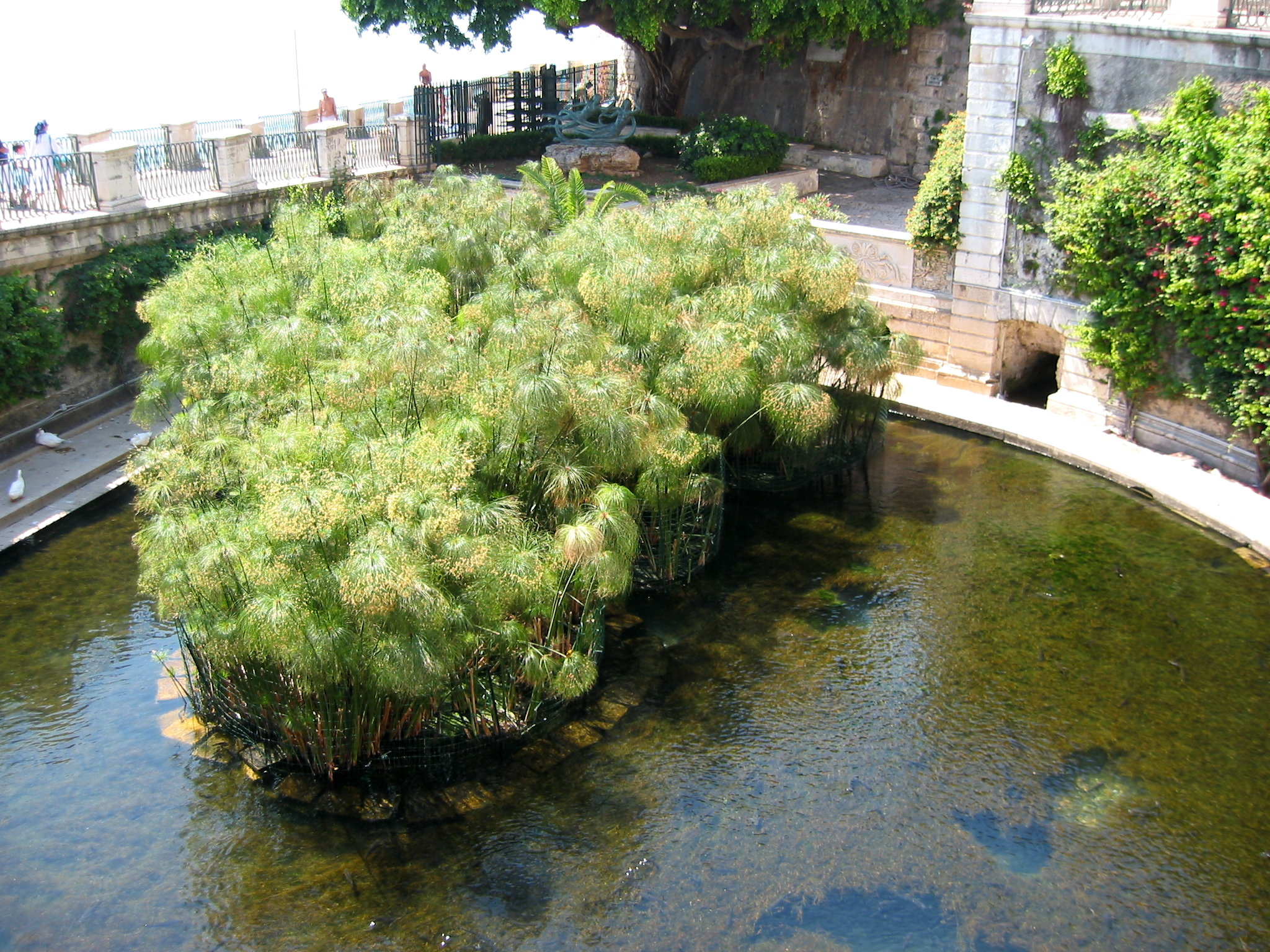
Fonte Aretusa din Siracuza, Sicilia (singurul loc din Europa unde creşte planta Cyperus papyrus)